# Estación Pasman
Pasman es una estación ferroviaria ubicada en la localidad del mismo nombre, en el Partido-Municipio de Coronel Suárez, en el interior de la Provincia de Buenos Aires, Argentina.

## Servicios
Es una estación que pertenece al Ferrocarril General Roca, en el ramal entre General Alvear, Recalde y Pigüé.
No presta servicios de pasajeros. Sus vías están concesionadas a la empresa de cargas FerroExpreso Pampeano S.A..

## Toponimia
Debe su nombre a Miles Pasman, fundador de la localidad y donante de las tierras donde fue edificada la estación.